# John Mansel
John Mansel (auch Mansell oder Maunsell) († vor 7. Februar 1265) war einer der wichtigen Beamten, Ratgeber und Diplomaten des englischen Königs Heinrich III., der unter anderem als Lord Keeper of the Great Seal diente.

## Herkunft
Mansels Herkunft ist ungewiss. Nach Matthew Paris war er der uneheliche Sohn eines Landpfarrers, nach einem päpstlichen Brief von 1259 war sein Vater von adliger Abstammung, hatte jedoch trotz seiner Weihe zum Diakon eine Frau geheiratet und mit ihr ein Kind, John Mansel, bekommen. Später bereute er sein Verhalten, ließ sich scheiden und wurde wieder Priester. Diese illegitime Abstammung erklärt vielleicht Mansels Streben nach Besitz und Absicherung seiner Stellung.

## Dienst als königlicher Beamter
Ab wann Mansel dem König diente, ist ungewiss, er diente jedenfalls bereits als junger Mann als königlicher Beamter und wird erstmals im Juli 1234 als Beamter des Schatzamtes erwähnt, der Steuergelder entgegennahm. Bis Oktober 1236 führte er Einnahmebelege, danach verwaltete er die Weinvorräte des Königs in Southampton. Er blieb jedoch weiterhin auch für Zahlungseingänge verantwortlich, denn ein Großteil der Einkünfte der 1237 erhobenen Steuer des Dreizehnten wurde von ihm erfasst. 1238 begleitete er eine englische Armee, die König Heinrich III. zur Unterstützung seines Schwagers Kaiser Friedrich II. in die Lombardei entsandt hatte. Vermutlich diente er als Zahlmeister, nahm aber auch selbst aktiv an Kämpfen teil, wobei er sich aufgrund seiner Tapferkeit auszeichnete. Auch im Oktober 1239 und im August 1240 diente er als königlicher Beamter im Ausland, wobei der Ort oder die Region jedoch nicht näher bekannt ist. Zu diesem Zeitpunkt hatte er bereits mit der Anhäufung von Verwaltungen von Ländereien, deren Erbe noch minderjährig oder deren Besitzer in Ungnade gefallen war, und von vakanten kirchlichen Ämtern begonnen. 1241 erhielt er eine Pfründe der Thame Abbey, die auch von Bischof Robert Grosseteste von Lincoln beansprucht wurde. Mansel verzichtete auf Thame und wurde dafür vom König mit anderen Pfründen in London und Kent entschädigt, darunter dem Amt des Kanzlers der St Paul’s Cathedral.
Von 1242 bis 1243 begleitete Mansel während des Saintonge-Kriegs den König in die Gascogne, wo Mansel wieder aktiv an den Kämpfen teilnahm. Im Juli 1242 konnte er in einem Gefecht bei Saintes Pierre Orige, den Seneschall des Grafen von Boulogne, gefangen nehmen. Im November 1242 ernannte ihn der König zum kommissarischen Verwalter, im Februar 1243 auch offiziell zum Seneschall der Gascogne. Kurz darauf musste er seine militärische Karriere jedoch beenden, nachdem bei der Belagerung des Klosters von Vérines ein von den Verteidigern geworfener Stein sein Bein zerschmettert hatte. Master Pierre de Montibus, der Arzt von Peter von Savoyen, rettete zwar sein Leben, doch Mansel blieb lebenslang beeinträchtigt. Im September 1243 kehrte Mansel mit dem König nach England zurück. Wegen seiner Verletzung fühlte sich der König gegenüber ihm verpflichtet. Der Hofdichter Henry d’Avranches verfasste ein Gedicht über Mansels Bein, und Geschichten über Mansels Tapferkeit waren weit verbreitet.

## Aufstieg zum Ratgeber des Königs
In den nächsten Jahren stieg der Einfluss Mansels auf den König. 1244 wurde er Mitglied des königlichen Rats, was er bis 1263 blieb. 1245 war er wesentlich mit der Organisation des Feldzugs gegen Fürst Dafydd ap Gruffydd in Wales und mit den dazu erforderlichen diplomatischen Verhandlungen befasst. Vom 8. November 1246 bis 28. August 1247 und vom 17. August 1248 bis 8. September diente er als Lord Keeper of the Great Seal, nachdem er bereits in der Gascogne kurzzeitig das Großsiegel geführt hatte. Von 1247 bis 1248 verhandelte er erfolglos über eine Heirat des Thronfolgers Eduard mit einer Tochter von Herzog Heinrich von Brabant. Im November 1249 erkrankte er in Maidstone schwer und war erst im März 1250 wieder genesen, als er zusammen mit dem König und anderen Mitgliedern seines Haushalts ein Kreuzzugsgelübde ablegte. Im Juni 1250 gab er als Gastgeber in Holborn ein berühmtes Festmahl für das Generalkapitel in Dominikanerordens. Im Oktober 1250 wurde er zusammen mit Peter Chaceporc beauftragt, den Kathedralkonvent von Winchester über den Wunsch des Königs zu informieren, Aymer de Lusignan, den Halbbruder des Königs, zum neuen Bischof von Winchester zu wählen.
Mansels Einfluss auf den König war so stark gestiegen, dass Matthew Paris ihn für die Zeit zwischen 1244 und 1258 als wichtigsten Ratgeber und Sekretär des Königs bezeichnete. Seinen Einfluss nutzte Mansel auch für persönliche Anliegen. Als beispielsweise 1251 der Richter Henry of Bath der Korruption beschuldigt wurde, erreichte er beim König dessen Begnadigung durch den König. Ähnlich bewahrte sein Einfluss den Beamten Philip Lovel, den er selbst in den Dienst des Königs aufgenommen hatte, vor einer Anklage. Lovel wurde beschuldigt, Bestechungsgelder von Juden anzunehmen und diesen dafür Steuererleichterungen zu gewähren. Mansel schaffte es, dass sich die schottische Regierung für Lovel einsetzte, der dadurch einer Anklage entging, wieder die Gunst des Königs gewann und 1252 Lord Treasurer wurde. Dabei überreizte Mansel seinen Einfluss nicht. Als er 1251 zusammen mit Bischof William Button von Bath und Wells einen Streit zwischen dem Abt und dem Konvent von Westminster Abbey über die Aufteilung von deren Güter entscheiden sollte, handelte er einen Kompromiss aus, obwohl er mit dem Abt gut befreundet war.

## Belohnungen und Bevorzugung seiner Familie
Für seine Dienste belohnte ihn der König reichlich. 1244 konnte er Wepham und Bilsington in Kent erwerben, wo er ein Augustinerpriorat gründete. Trotz Beschränkungen zur Ämterhäufung erwarb er weitere Pfründen in Chichester und anderen Bistümern. 1246 wurde er zum Dekan von Wimborne Minster ernannt und 1247 zum Propst von Beverley Minster in Yorkshire. 1251 wurde er zum päpstlichen Kaplan ernannt und 1256 ernannte ihn der König zum Schatzkanzler von York, die eine der reichsten Pfründen des Reiches war. Schon zuvor hatte Matthew Paris ihn wegen seiner bisherigen Ämter und Pfründen als reichsten Geistlichen Englands bezeichnet und sein Jahreseinkommen auf 4000 Mark geschätzt. 
Mansel versorgte auch seine Familie. 1245 erreichte er, dass sein namensgleicher Neffe John Mansel die Pfarrstelle der königlichen Kirche in Lugwardine in Herefordshire erhielt. 1251 ging sein Neffe zum Studium ins Ausland, und nach seiner Rückkehr wurde er ein enger Mitarbeiter seines Onkels. Seine beiden Schwestern verheiratete er vorteilhaft, dabei erhielten sie reiche Geschenke von König Heinrich. Seine Schwester Emma heiratete den späteren Ritter Alard the Fleming, ihre Tochter Joan heiratete Henry Huse, der in den 1260er Jahren zum Haushalt Mansels gehörte. Mansels andere Schwester Claricia heiratete den Ritter Geoffrey of Childwick. Als dieser wegen Besitzstreitereien von der Abtei St Albans angeklagt wurde, behauptete Matthew Paris, dass kein Richter aus Angst vor Mansels Einfluss das Verfahren übernehmen wollte, so dass die Abtei schließlich mit Childwick einen Kompromiss schließen musste.

## Tätigkeit als Diplomat
Nach dem Scheitern von Simon de Montfort als Lieutenant der Gascogne beauftragte der König vor allem Mansel mit den Verhandlungen mit dem dortigen Adel und mit Kastilien. Er war 1253 Leiter der englischen Gesandtschaft, die die Heirat des Thronfolgers Eduard mit der kastilischen Prinzessin Eleonore sowie den Verzicht von König Alfons X. auf seine Ansprüche auf die Gascogne aushandelte. Unterstützt wurde Mansel dabei von William Button, dem Bischof von Bath, der später von Peter D’Aigueblanche, dem Bischof von Hereford abgelöst wurde, doch den Hauptanteil an den Verhandlungserfolgen hatten Mansel und sein Vertrauter John Clarel. Mansel diente dem König auch in der Folge als diplomatischer Ratgeber. Mehrere Missionen führte er selbst aus, für andere Gesandtschaften verfasste er ausführliche schriftliche Instruktionen.
Ungeklärt ist dabei Mansels Rolle, die er bei den Verhandlungen mit dem Papst über den Thronanspruch auf das Königreich Sizilien hatte. Papst Innozenz IV. hatte um 1253 den Thronanspruch auf das von den Staufern beherrschte Reich Heinrichs jüngeren Sohn Edmund angeboten. Da Mansel um diese Zeit als Gesandter in Kastilien war, ist es unwahrscheinlich, dass er an der Annahme dieses aberwitzigen Vorhabens beteiligt war, doch er war sicher zugegen, als König Heinrich das Angebot des Papstes im März 1254 in der Gascogne akzeptierte. In der Folge unterstützte er das sogenannte sizilianische Abenteuer, auch wenn andere königliche Räte wie Bischof Walter de Cantilupe es offen ablehnten. Im Sommer 1257 reiste er wegen Verhandlungen nach Italien.
Mansel hatte wesentlichen Anteil an den Verhandlungen, die zur Wahl von Heinrichs Bruder Richard von Cornwall zum römisch-deutschen König führten. 1256 bereitete er die Mission von Robert Walerand und Richard de Clare, 5. Earl of Gloucester vor, als diese zu Verhandlungen nach Deutschland reisten. Im nächsten Jahr begleitete er Richard de Clare bei seiner nächsten Reise nach Deutschland. In den 1250er Jahren reiste er auch häufig zu diplomatischen Missionen an den schottischen Königshof, wobei er dabei auch Streitigkeiten zwischen Heinrichs Tochter Margarete von England und ihrem Mann, den schottischen König Alexander III. schlichten musste.

## Verhältnis zur Reformbewegung der Barone und zur Adelsopposition
Als die englischen Barone 1258 vom König dessen Zustimmung zu einer Reform der Regierung erzwangen, gehörte Mansel als einer von drei königlichen Vertrauten dem fünfzehnköpfigen Staatsrat an, der nach den Provisions of Oxford den König beraten sollte. Zunächst arbeitete er mit den anderen Ratsmitgliedern eng zusammen. Sein Vertrauter John Clarel wurde nach Rom gesandt, um über bessere Bedingungen für die sizilianische Thronfolge zu verhandeln. Mansel selbst wurde mit der Verwaltung von Tickhill beauftragt, einer beschlagnahmten Burg von Bischof Aymer de Lusignan, der England verlassen musste. Im August 1258 reiste Mansel erneut nach Schottland. Im September erhielt sein Neffe John Mansel eine Pfründe in Fenton in Nordengland, was rasch zu einem Streit mit dem Papst führte, der sie einem anderen Bewerber versprochen hatte. Hugh Bigod, der von 1258 bis 1260 als königlicher Justitiar diente, beschwerte sich häufig über Mansel, der dennoch im Sommer und Herbst 1259 weiterhin einer der führenden Figuren des Staatsrats war. Er war aktiv an den Verhandlungen beteiligt, die zum Vertrag von Paris führten sowie an den Vereinbarungen über die Mitgift von Eleanor von England, die Simon de Montfort geheiratet hatte. Dabei stimmte Mansel aber nur widerstrebend der Übertragung von königlichen Gütern an Eleanor zu, was mit zu einer steigenden Gegnerschaft zwischen Mansel und den Anhängern von Simon de Montfort führte.
Im November 1259 begleitete er den König nach Paris, wo der Friedensvertrag mit Frankreich geschlossen wurde. Anfang 1260 plante er zusammen mit Peter von Savoyen, Richard von Cornwall und Robert de Walerand, wie sie schrittweise die Macht des Königs wiederherstellen konnten. Nachdem der fünfzehnköpfige Staatsrat wegen interner Streitereien im Dezember 1260 auseinandergebrochen war, wurde im Januar 1261 Mansels Neffe John Mansel nach Rom gesandt, um von Papst Alexander IV. die Aufhebung der Eide des Königs auf die Provisions of Oxford zu erreichen. Im Februar zog sich Mansel mit dem König in den Tower of London zurück, um die weitere Entwicklung in dem Konflikt abzuwarten. Im Mai ernannte ihn der König zum Constable of the Tower. Nachdem der König am 12. Juni in Winchester öffentlich die Annullierung der Provisions of Oxford durch den Papst verkündet hatte, reiste Mansel selbst nach Winchester und brachte ihn zurück in den Tower, wo sie vom 22. Juni bis 30. Juli blieben. Danach hatten die Anhänger des Königs den Machtkampf gegen die Adelsopposition unter Montfort scheinbar eindeutig entschieden. Mansel verhandelte weiter mit der Adelsopposition, die schließlich in der Vereinbarung von Kingston am 21. November die Aufhebung der Provisions of Oxford anerkannte. Der Sieg des Königs schien endgültig, als der neue Papst Urban IV. im Mai 1262 in einer unter anderem an Mansel adressierten Bulle den Entscheid seines Vorgängers bestätigte und die Provisions für nichtig erklärte.

## Letzte Jahre und Tod
Im Juli 1262 fühlte sich der König seiner Herrschaft so sicher, dass er erneut nach Frankreich reiste. Mansel folgte ihm im Ende August. In Frankreich erhielt er jedoch so beunruhigende Nachrichten aus England, dass er Heinrich inständig bat, seinen Besuch zu beenden und nach England zurückzukehren. Der König erkrankte jedoch und reiste erst Ende Dezember zusammen mit Mansel zurück nach England. Im Frühjahr 1263 wurden Besitzungen von Mansel von Rebellen, die sich für seine Beteiligung an der Aufhebung der Provisions rächen wollten, angegriffen und geplündert. Zusammen mit dem König zog er sich erneut in den Tower zurück, flüchtete aber schließlich über die Themse auf einem Schiff nach Frankreich. Die Rebellen übernahmen im Juli 1263 erneut die Regierung, Mansels Besitzungen wurden beschlagnahmt und an Simon Montfort dem Jüngeren übergeben.
Als der König im September 1263 mit Montfort und dem französischen König Ludwig IX. in Boulogne über die Gültigkeit der Provisions verhandelte, reiste Mansel dorthin und bat um Rückgabe seiner Besitzungen. Als es im November schien, dass der König seine Macht zurückerlangen würde, widerrief er die Vergabe der Güter an Montfort dem Jüngeren und übergab deren Verwaltung an königliche Treuhänder. Mansel blieb jedoch im Exil, da Dover Castle weiter in der Hand der Rebellen blieb und er nicht in die Gewalt der Rebellen geraten wollte. Im Januar 1264 hielt sich Mansel am Hof des französischen Königs auf und nahm auch am Mise of Amiens teil. Dieser Schiedsspruch des französischen Königs führte jedoch zum offenen Krieg der Barone in England, den die Rebellen unter Montfort in der Schlacht von Lewes zunächst für sich entscheiden konnten. Mansel schloss sich Königin Eleonore, Erzbischof Bonifatius von Savoyen, Peter von Savoyen, William de Valence und anderen Unterstützern des Königs an, die vom französischen Exil aus zeitweise eine Invasion Englands planten. Diese Pläne wurden jedoch nie ausgeführt. Anfang 1265 starb Mansel im französischen Exil. Am 7. Februar hatte die Nachricht von seinem Tod England erreicht, wo der Machthaber Montfort seinen jüngsten Sohn Amaury als Nachfolger Mansels zum Schatzmeister von York ernannte.

## Erbe
Mansels Testament konnte erst nach dem Sieg der Anhänger des Königs in der Schlacht von Evesham am 3. August 1265 vollstreckt werden. Im November wurde ihnen die freie Verfügung über seine Ländereien erteilt, dennoch erhielten seine Erben diese nicht. Mansels Schwester Emma, die ihn überlebte, durfte die Güter behalten, die er ihr zu seinen Lebzeiten gegeben hatte. Sein Neffe John Mansel starb innerhalb eines Jahres und hinterließ seinen Besitz seiner Nichte Amabillia of Ripon. Der Großteil von Mansels Besitz, den er als Belohnung für seine Dienste vom König erhalten hatte, fiel nach seinem Tod vermutlich wieder an die Krone zurück. 